# Sterlina palestinese

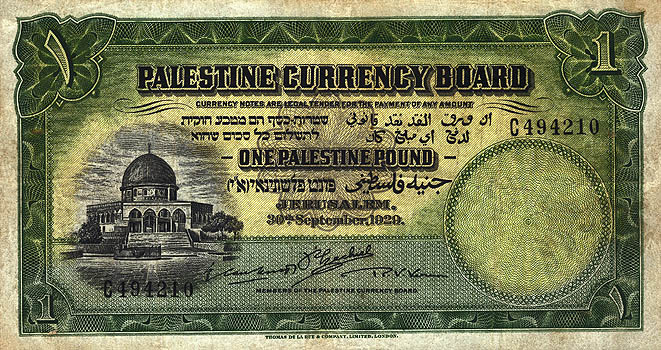
Sterlina palestinese

La lira sterlina palestinese (in inglese palestine pound, in ebraico (פונט פלשתינאי (א"י, in arabo جنيه فلسطيني, ǧunayh filasṭīnī),  è stata la valuta in Palestina durante il mandato britannico, tra il 1927 e il 1948. Fu moneta dello stato di Israele dal 1948 al 1952, era divisa in 1 000 mils (in ebraico מיל, in arabo مل). La sterlina palestinese è stata anche la valuta della Transgiordania fino al 1949 e della Cisgiordania (occupata militarmente dal regno di Giordania) fino al 1950.

## Storia
Fino al 1918 la regione nota come Palestina era parte integrante dell'impero ottomano e quindi utilizzava la valuta turca. In seguito all'istituzione del mandato britannico della Palestina, anche la sterlina egiziana circolò insieme alla moneta turca fino al 1927. Ciò portò a una situazione poco soddisfacente che richiese una riforma valutaria. Fu introdotta la sterlina palestinese, di valore pari alla sterlina britannica. La sterlina palestinese fu anche dichiarata moneta a corso legale nell'Emirato della Transgiordania, che era tecnicamente una parte del mandato britannico (sebbene avesse un'amministrazione locale autonoma). L'organo che controllava l'emissione della valuta era il Palestine Currency Board, che era soggetto all'ufficio coloniale britannico (British Colonial Office). Il Currency Board fu sciolto nel maggio 1948, alla fine del mandato britannico. L'area in cui circolò la sterlina palestinese fu divisa in diverse entità politiche: lo Stato di Israele, il Regno Hascemita di Giordania, la Cisgiordania e la Striscia di Gaza.

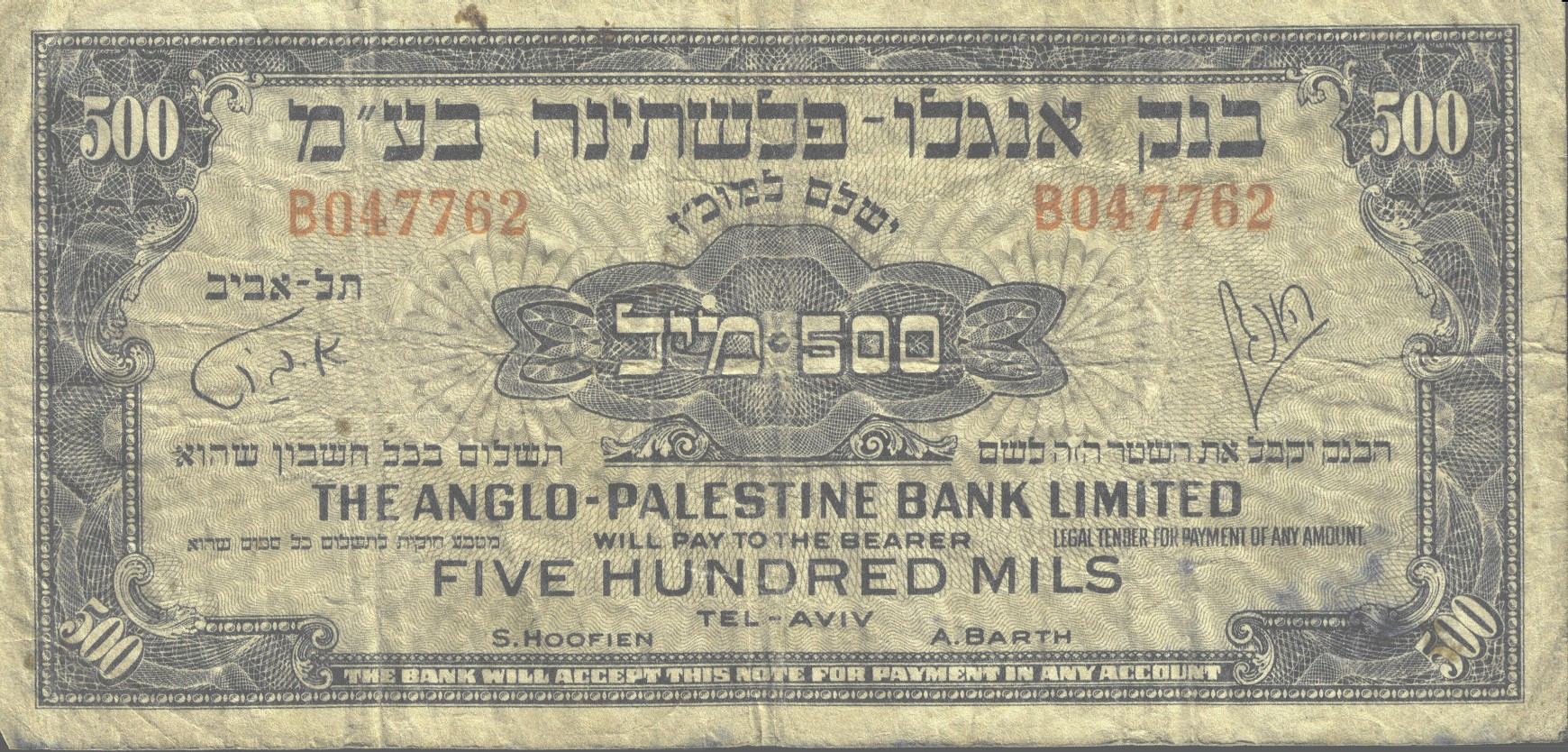
Banconota da mezza sterlina palestinese (500 mils) emessa dalla Anglo-Palestine Bank Ltd. di Tel Aviv nel 1948.

In Israele fu moneta legale ufficiale dello Stato per un periodo di 4 anni tra la fine del mandato britannico e l'adozione di un nuovo sistema valutario tra il 1948 e il 1952. Nell'agosto 1948 le nuove banconote furono emesse dalla Anglo Palestine Company (di proprietà dell'Agenzia ebraica e con sede a Londra).
In Giordania la sterlina palestinese fu sostituita dal dinaro giordano nel 1949. Nello stesso anno la Giordania annesse la Cisgiordania dopo averla occupata militarmente, la sterlina palestinese continuò a circolare fino al 1950. Il dinaro giordano è ancora moneta usata Cisgiordania insieme alla valuta israeliana.
Nella Striscia di Gaza la sterlina palestinese circolò fino all'aprile 1951, quando fu sostituita dalla sterlina egiziana, tre anni dopo l'occupazione militare egiziana del territorio. Attualmente gli abitanti della Striscia di Gaza utilizzano principalmente la valuta israeliana.
Gli Accordi di Oslo preclusero l'emissione di una propria valuta all'Autorità Nazionale Palestinese che, di conseguenza, fu costretta a rimanere dipendente dalle valute israeliana o giordana. Tuttavia i palestinesi potevano emettere francobolli postali, il cui valore fu denominato utilizzando la sterlina palestinese, che gli economisti e gli amministratori palestinesi dichiararono essere quindi una valuta ancora esistente (sebbene "dormiente" al momento), destinata a tornare in uso in seguito all'indipendenza palestinese. In pratica, i prezzi nei territori palestinesi sono espressi con la valuta israeliana.

## Monete
Nel 1927 furono introdotte monete in tagli da 1, 2, 5, 10, 20, 50 e 100 mils. Le monete da 1 e 2 mils furono coniate in bronzo, mentre quelle da 5, 10 e 20 mils, oltre ad essere forate, erano in cupro-nichel, eccetto nel periodo della seconda guerra mondiale, durante il quale anche queste vennero coniate in bronzo. Le monete da 50 e 100 mils erano invece in argento con titolo 720‰.
Tutti i tagli erano trilingue: in arabo, inglese ed ebraico (sebbene l'iscrizione ebraica includesse le iniziali Alef Yud dopo "Palestina", per "Eretz Yisrael"). Le ultime monete per la circolazione furono emesse nel 1946, e tutte le monete datate 1947 furono fuse.
| Monete della sterlina palestinese | Monete della sterlina palestinese | Monete della sterlina palestinese | Monete della sterlina palestinese | Monete della sterlina palestinese | Monete della sterlina palestinese | Monete della sterlina palestinese                                                | Monete della sterlina palestinese | Monete della sterlina palestinese |
| Immagine | Valore                            | Parametri tecnici                 | Parametri tecnici                 | Parametri tecnici                 | Descrizione                       | Descrizione                                                                      | Descrizione                       | Data di prima coniazione          |
| Immagine | Valore                            | Diametro                          | Massa                             | Composizione                      | Bordo                             | Diritto                                                                          | Rovescio                          | Data di prima coniazione          |
| --- | --------------------------------- | --------------------------------- | --------------------------------- | --------------------------------- | --------------------------------- | -------------------------------------------------------------------------------- | --------------------------------- | --------------------------------- |
| 1 mil | 1 mil                             | 21 mm                             | 3,23 g                            | Bronzo                            | Liscio                            | "Palestine" in arabo, inglese ed ebraico, anno di coniazione                     | Ramoscello d'ulivo, valore        | 1927                              |
| 2 mils | 2 mils                            | 28 mm                             | 7,77 g                            | Bronzo                            | Liscio                            | "Palestine" in arabo, inglese ed ebraico, anno di coniazione                     | Ramoscello d'ulivo, valore        | 1927                              |
| 5 mils | 5 mils                            | 20 mm                             | 2,91 g                            | Cupro-nichel                      | Liscio                            | "Palestine" in arabo, inglese ed ebraico, anno di coniazione                     | Valore                            | 1927                              |
| | 10 mils                           | 27 mm                             | 6,47 g                            | Cupro-nichel                      | Liscio                            | "Palestine" in arabo, inglese ed ebraico, anno di coniazione                     | Valore                            | 1927                              |
| | 20 mils                           | 30,5 mm                           | 11,33 g                           | Cupro-nichel                      | Liscio                            | "Palestine" in arabo, inglese ed ebraico, anno di coniazione                     | Valore                            | 1927                              |
| | 50 mils                           | 23,5 mm                           | 5,83 g                            | 720‰ argento                      | Zigrinato                         | "Palestine" in arabo, inglese ed ebraico, anno di coniazione, ramoscello d'ulivo | Valore                            | 1927                              |
| | 100 mils                          | 29 mm                             | 11,66 g                           | 720‰ argento                      | Zigrinato                         | "Palestine" in arabo, inglese ed ebraico, anno di coniazione, ramoscello d'ulivo | Valore                            | 1927                              |
| Queste immagini sono in una scala di 2,5 pixel per millimetro, uno standard di Wikipedia per le monete mondiali. Per altre informazioni vedi tavole monete. |                                   |                                   |                                   |                                   |                                   |                                                                                  |                                   |                                   |

## Banconote
Nel 1927 il Palestine Currency Board introdusse banconote in tagli da 500 mils, 1, 5, 10, 50 e 100 sterline. Le banconote furono emesse con date fino al 1945.
| Banconote della sterlina palestinese | Banconote della sterlina palestinese | Banconote della sterlina palestinese | Banconote della sterlina palestinese | Banconote della sterlina palestinese | Banconote della sterlina palestinese | Banconote della sterlina palestinese | Banconote della sterlina palestinese | Banconote della sterlina palestinese | Banconote della sterlina palestinese           | Banconote della sterlina palestinese | Banconote della sterlina palestinese |
| Immagine | Immagine                             | Valore                               | Dimensioni                           | Colore principale                    | Descrizione                          | Descrizione                          | Descrizione                          | Data di prima stampa                 | Quantità in circolazione alla fine del mandato |                                      |                                      |
| Fronte | Retro                                | Valore                               | Dimensioni                           | Colore principale                    | Fronte                               | Retro                                | Filigrana                            | Data di prima stampa                 | Quantità in circolazione alla fine del mandato |                                      |                                      |
| --- | ------------------------------------ | ------------------------------------ | ------------------------------------ | ------------------------------------ | ------------------------------------ | ------------------------------------ | ------------------------------------ | ------------------------------------ | ---------------------------------------------- | ------------------------------------ | ------------------------------------ |
| |                                      | 500 mils                             | 127 × 76 mm                          | Porpora                              | Tomba di Rachele                     | Cittadella e Torre di Davide         | Ramoscello d'ulivo                   | 1º settembre 1927                    | 1 872 811                                      |                                      |                                      |
| 1 sterlina fronte | 1 sterlina verso                     | 1 sterlina                           | 166 × 89 mm                          | Verde giallognolo                    | Cupola della Roccia                  | Cittadella e Torre di Davide         | Ramoscello d'ulivo                   | 1º settembre 1927                    | 9 413 578                                      |                                      |                                      |
| 5 sterline |                                      | 5 sterline                           | 192 × 103 mm                         | Rosso                                | Torre di Ramla                       | Cittadella e Torre di Davide         | Ramoscello d'ulivo                   | 1º settembre 1927                    | 3 909 230                                      |                                      |                                      |
| 10 sterline |                                      | 10 sterline                          | 192 × 103 mm                         | Blu                                  | Torre di Ramla                       | Cittadella e Torre di Davide         | Ramoscello d'ulivo                   | 1º settembre 1927                    | 2 004 128                                      |                                      |                                      |
| 50 sterline |                                      | 50 sterline                          | 192 × 103 mm                         | Porpora                              | Torre di Ramla                       | Cittadella e Torre di Davide         | Ramoscello d'ulivo                   | 1º settembre 1927                    | 20 577                                         |                                      |                                      |
| 100 sterline |                                      | 100 sterline                         | 192 × 103 mm                         | Verde                                | Torre di Ramla                       | Cittadella e Torre di Davide         | Ramoscello d'ulivo                   | 1º settembre 1927                    | 1 587                                          |                                      |                                      |
| Queste immagini sono scalate a 0,7 pixel per millimetro, uno standard di Wikipedia per le banconote mondiali. Per altre informazioni vedi tabella con le specifiche delle banconote. |                                      |                                      |                                      |                                      |                                      |                                      |                                      |                                      |                                                |                                      |                                      |

La banconota da 100 sterline equivaleva a 40 mesi di paga di un operaio specializzato in Palestina. Ad oggi sei di esse risultano mancanti e quattro è noto siano in mano a collezionisti. Di seguito numeri di serie e date di queste ultime:
- A000719 - 1º settembre 1927
- A000935 - 1º settembre 1927
- A001020 - 30 settembre 1929
- A001088 - 30 settembre 1929